# Estero del Marquez
Estero del Marquez är en ort i Mexiko.   Den ligger i kommunen Florencio Villarreal och delstaten Guerrero, i den södra delen av landet, 300 km söder om huvudstaden Mexico City. Estero del Marquez ligger 17 meter över havet och antalet invånare är 135.
Terrängen runt Estero del Marquez är platt. Runt Estero del Marquez är det ganska tätbefolkat, med 65 invånare per kvadratkilometer. Närmaste större samhälle är Cruz Grande, 7,3 km norr om Estero del Marquez. Omgivningarna runt Estero del Marquez är en mosaik av jordbruksmark och naturlig växtlighet.